# فرانك ماغواير
فرانك ماغواير (بالإنجليزية: Frank McGuire)‏ هو صحفي وسياسي أسترالي، ولد في 16 يونيو 1957 في هميلتون في المملكة المتحدة. حزبياً، نشط في حزب العمل الأسترالي (فرع فكتوريا) ‏. وقد انتخب عضو الجمعية التشريعية فيكتوريا عن دائرة Electoral district of Broadmeadows ‏ (19 فبراير 2011 – ).